# Einorų miško bunkeris
Einorų miško bunkeris este o arie protejată (sit de importanță comunitară — SCI) din Lituania întinsă pe o suprafață de 0,21 ha, integral pe uscat.

## Localizare
Centrul sitului Einorų miško bunkeris este situat la coordonatele 54°18′47″N 24°05′02″E / 54.313°N 24.0839°E.

## Înființare
Situl Einorų miško bunkeris a fost declarat sit de importanță comunitară în iulie 2022 pentru a proteja 1 specie de animale.

## Biodiversitate
Situată în ecoregiunea boreală, aria protejată nu include niciun habitat protejat.
La baza desemnării sitului se află o specie protejată de  mamifere: liliac cârn (Barbastella barbastellus).
Pe lângă speciile protejate, pe teritoriul sitului au mai fost identificate 2 specii de mamifere.